# Centrolene
Centrolene é um género de anfíbios da família Centrolenidae. Está distribuído ao longo dos Andes desde a Colômbia e Venezuela até ao Peru, e na Cordillera de la Costa, na Venezuela e pela região da Guiana.

## Espécies
- Centrolene acanthidiocephalum (Ruiz-Carranza & Lynch, 1989)
- Centrolene altitudinale (Rivero, 1968)
- Centrolene antioquiense (Noble, 1920)
- Centrolene audax (Lynch & Duellman, 1973)
- Centrolene azulae (Flores & McDiarmid, 1989)
- Centrolene bacatum Wild, 1994
- Centrolene ballux (Duellman & Burrowes, 1989)
- Centrolene buckleyi (Boulenger, 1882)
- Centrolene condor Cisneros-Heredia & Morales-Mite, 2008
- Centrolene daidaleum (Ruiz-Carranza & Lynch, 1991)
- Centrolene durrellorum Cisneros-Heredia, 2007
- Centrolene fernandoi Duellman & Schulte, 1993
- Centrolene geckoideum Jiménez de la Espada, 1872
- Centrolene gemmatum (Flores, 1985)
- Centrolene guanacarum Ruiz-Carranza & Lynch, 1995
- Centrolene heloderma (Duellman, 1981)
- Centrolene hesperium (Cadle &  McDiarmid, 1990)
- Centrolene huilense Ruiz-Carranza & Lynch, 1995
- Centrolene hybrida Ruiz-Carranza & Lynch, 1991
- Centrolene lemniscatum Duellman & Schulte, 1993
- Centrolene litorale Ruiz-Carranza & Lynch, 1996
- Centrolene lynchi (Duellman, 1980)
- Centrolene medemi (Cochran & Goin, 1970)
- Centrolene muelleri Duellman & Schulte, 1993
- Centrolene notostictum Ruiz-Carranza & Lynch, 1991
- Centrolene paezorum Ruiz-Carranza, Hernández-Camacho & Ardila-Robayo, 1986
- Centrolene peristictum (Lynch & Duellman, 1973)
- Centrolene petrophilum Ruiz-Carranza & Lynch, 1991
- Centrolene pipilatum (Lynch & Duellman, 1973)
- Centrolene quindianum Ruiz-Carranza & Lynch, 1995
- Centrolene robledoi Ruiz-Carranza & Lynch, 1995
- Centrolene sanchezi Ruiz-Carranza & Lynch, 1991
- Centrolene savagei (Ruiz-Carranza & Lynch, 1991)
- Centrolene scirtetes (Duellman & Burrowes, 1989)
- Centrolene solitaria (Ruiz-Carranza & Lynch, 1991)
- Centrolene venezuelense (Rivero, 1968)